# École polytechnique

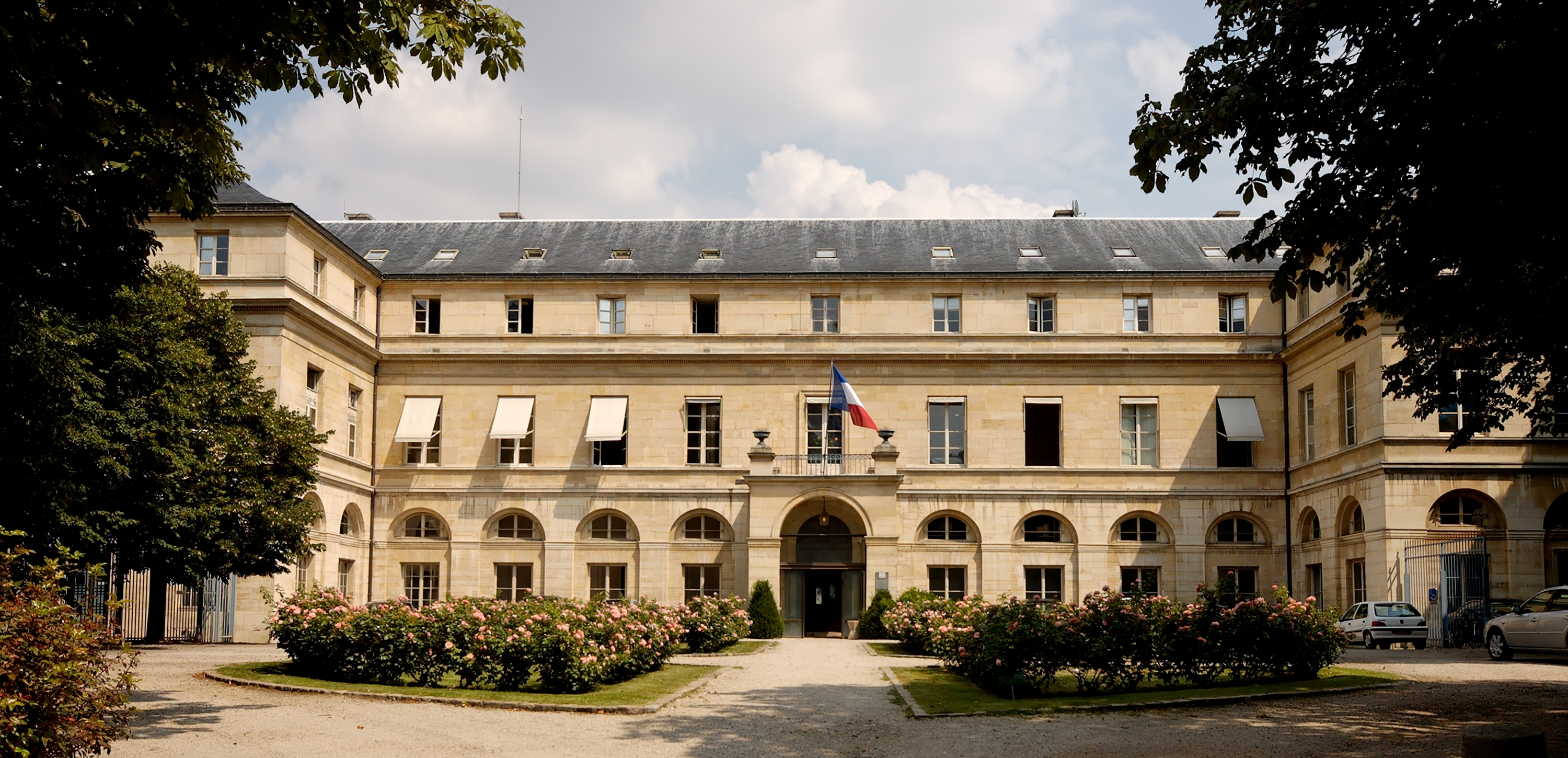
Pařížské sídlo školy v Rue Descartes v letech 1805-1976

École polytechnique (často přezdívána X) je nejvýznamnější a nejznámější francouzská vysoká škola technického zaměření. Je známa svými vysoce náročnými přijímacími testy, ale také tím, že její absolventi jsou ve Francii považováni za elitu. Samotná škola má podobné postavení jako například Massachusettský technologický institut (MIT) ve Spojených státech.
Absolventi školy zastávají mnoho důležitých řídících míst ve francouzském průmyslu a ekonomice. Z řad studentů a absolventů vzešlo několik držitelů Nobelovy ceny či jiných prestižních vědeckých ocenění a několik francouzských prezidentů.

## Základní informace
École polytechnique byla založena v roce 1794 a její sídlo se nacházelo v Latinské čtvrti v Paříži. V roce 1805 ji Napoleon Bonaparte přeměnil na důstojnickou školu, takže od té doby studenti – pokud jsou francouzskými občany – nosí vojenské uniformy a mají status a plat důstojníků. Avšak ani studenti ze zahraničí neplatí školné. Dnes sídlí tato vysoká škola ve městě Palaiseau asi 15 km jihozápadně od Paříže, kam se přestěhovala v roce 1976. Škola patřila též k zakládajícím členům sdružení ParisTech a každoročně na ní úspěšně dostuduje přes 500 studentů. Na škole je zapsáno přes 2000 studentů. Barvami vysoké školy jsou červená a žlutá. Jako důstojníci se studenti školy také pravidelně účastní oslav dobytí Bastily. V dobách ohrožení země bojovali studenti polytechniky za Francii, například v letech 1814-1815. Na nádvoří školy je pomník všem studentům, kteří padli za obranu vlasti.

## Studijní programy
Polytechnika nabízí tříletý bakalářský a čtyřletý inženýrský program v řadě oborů a vedle toho několik magisterských a doktorských programů. Asi třetina studentů jsou cizinci, magisterské a doktorské programy se učí většinou v angličtině. Nejdůležitější je inženýrský program, který začíná osmi měsíci vojenského výcviku a čtyřmi měsíci společných kurzů matematiky, fyziky, počítačů a ekonomie. Ve druhém roce si každý student vybere 12 kurzů z nejméně 5 různých disciplín, včetně humanitních a společenských věd. Třetí rok je věnován intenzivnímu studiu určitého oboru nebo tématu a končí čtyřměsiční praxí. Čtvrtý rok tráví většina studentů na nějaké jiné polytechnické škole, 35 % studentů volí zahraniční školy. Už během studia se nejlepším studentům otvírá přístup do státní služby. École polytechnique je členem Evropské univerzitní aliance EuroTeQ.

## Slavní studenti a absolventi
(X znamená rok přijetí)

### Vědci
- Siméon Denis Poisson (X1798), matematik
- François Arago (X1803), fyzik a astronom
- Augustin-Jean Fresnel (X1804), optik
- Augustin Louis Cauchy (X1805), matematik a fyzik
- Gaspard-Gustave de Coriolis (X1808), fyzik
- Nicolas Léonard Sadi Carnot (X1812), fyzik
- Michel Chasles (X1812), matematik
- Auguste Comte (X 1814), filosof
- Émile Clapeyron (X1816), fyzik
- Henri Becquerel (X1872), fyzik, nositel Nobelovy ceny
- Henri Poincaré (X1873), matematik a fyzik
- Maurice Allais (X1931), ekonom, nositel Nobelovy ceny
- Benoît Mandelbrot (X1944), matematik, objevitel fraktálů
- Fabrice Bellard (X1993), programátor, matematik, objevitel efektivního algoritmu pro výpočet Pi

### Průmyslníci, ředitelé
- André Citroën (X1898), zakladatel automobilky Citroën
- Jean Panhard (X1933), automobilka Panhard
- Serge Dassault (X1946), letectví, Dassault Aviation
- Jean-Marie Descarpentries (X1956), počítače, Bull Computer
- Michel Pébereau (X1961), bankéř BNP Paribas
- Etienne Pflimlin (X1961), Crédit Mutuel
- Didier Lombard (X1962), France Télécom
- Jean-Martin Folz (X1966), PSA Peugeot Citroën
- Gérard Mestrallet (X1968), Suez
- Carlos Ghosn (X1974), Nissan a Renault
- Jean-Marie Messier (X1976), Vivendi Universal
- Gilles Michel (X1974), generální ředitel Citroën

### Politikové
- Sadi Carnot (X1857), francouzský prezident
- Albert Lebrun (X1890), důlní inženýr a francouzský prezident v letech 1932-1940
- Albert Lebrun, francouzský prezident
- Valéry Giscard d'Estaing (X1944), francouzský prezident